# Wakonda's Dream
Wakonda's Dream (título original en inglés; en español, El sueño de Wakonda) es una ópera con música de Anthony Davis y libreto en inglés de Yusef Komunyakaa. Se estrenó el 7 de marzo de 2007 en Omaha, en el Teatro Orpheum de Nebraska, única representación que aparece en las estadísticas de Operabase.

## Personajes
| Personaje                          | Tesitura     | Reparto del estreno |
| ---------------------------------- | ------------ | ------------------- |
| Justin Labelle                     | barítono     | Eugene Perry        |
| Sonny Troce                        | barítono     | Patrick Kilcoyne    |
| Arlington                          | bajo         | Kristopher Irmiter  |
| Jimmy Troce                        | niño alto    | Joe Fitzgerald      |
| Delores Labelle                    | mezzosoprano | Phyllis Pancella    |
| Jefe Standing Bear ("Oso erguido") | tenor        | Arnold Rawls        |
| Bear Shield                        | niño soprano | Derek Richardson    |
| Jason Labelle                      | tenor        | William Ferguson    |
| Joven Jason Labelle                | niño alto    | Jonah Davis         |
| Laura Arlington                    | soprano      | Mara Bonde          |
| Joven Laura Arlington              | soprano      | Lily Nunn           |
| Joe Carson                         | tenor        | Darin Anderson      |